# МАИ (гандбольный клуб)
МАИ — гандбольный клуб Московского авиационного института.

## История
Спортивный клуб МАИ был основан в 1930 году. Среди других видов спорта культивировался гандбол 11×11.
В чемпионате СССР клуб участвует с первого розыгрыша в 1955/56 году.
В 1960 году МАИ был чемпионом СССР, а в 1959 и 1961 — серебряным призером
В чемпионате СССР по гандболу 7×7 участвует с первого чемпионата, начавшегося в 1962 году. Клуб 7 раз (1965, 1968, 1970, 1971, 1972, 1974, 1975) был чемпионом СССР, 7 раз (1969, 1973, 1976, 1977, 1978, 1979, 1980) серебряным и один раз (1987) — бронзовым призером чемпионата СССР.
В 1972/73 году МАИ стал победителем Лиги чемпионов, а в следующем году проиграл в финале.
В 1976/77 году стал обладателем Кубка обладателей Кубков.
В сезоне 1993/1994 МАИ последний раз участвовал в розыгрыше чемпионата России, проиграв все 14 матчей регулярного сезона. В переходном турнире за право сохранить место в высшем дивизионе он проиграл клубу «Кунцево», после чего фактически прекратил участие в регулярных первенствах России.